# 조지프 루빈

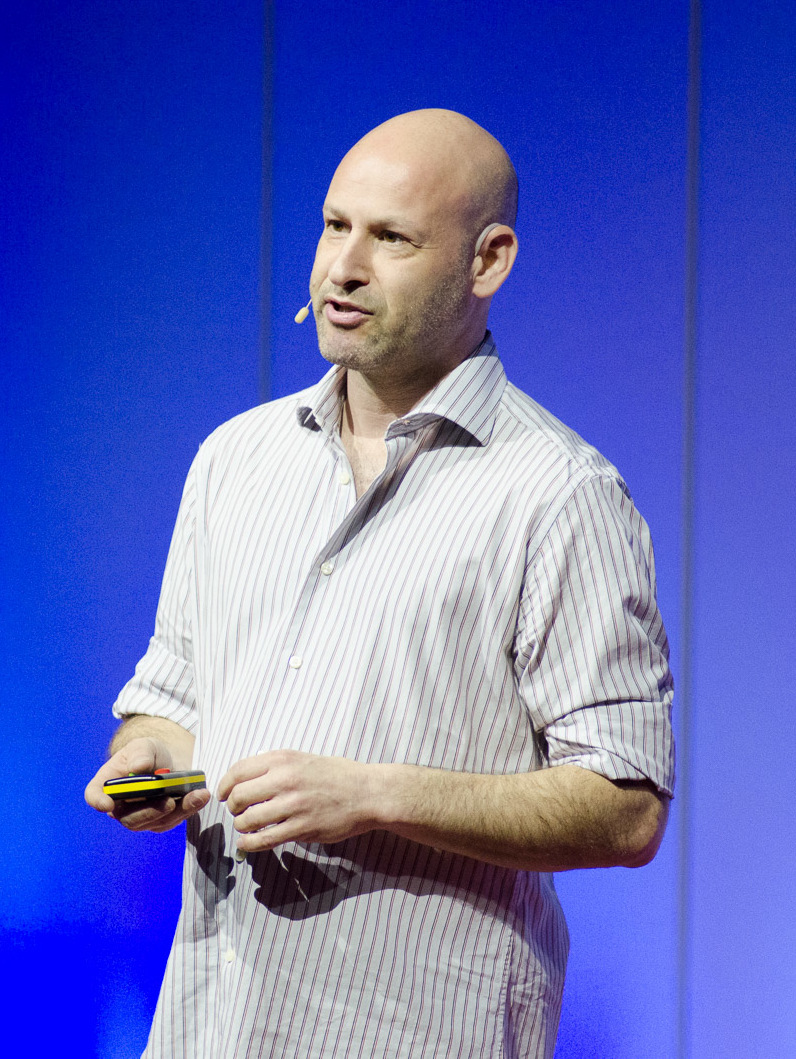
Joseph Lubin, 2016

조지프 루빈(Joseph Lubin)은 캐나다의 기업가이다. 이더리움, 컨센시스 등의 기업을 설립했다.

## 약력
프린스턴 대학교에서 전자공학과 컴퓨터과학을 전공하였다. 이후 엔지니어로 근무했으며, 골드만삭스 테크놀로지부문 부사장을 역임했다. 2013년 11월 비탈리크 부테린과 이더리움을 설립하고 개발에 참여했다. 2015년에는 컨센시스를 설립하여 블록체인을 이용한 서비스를 만들고 있다.